# Tempestade tropical Dianmu (2021)
A Tempestade Tropical Dianmu foi um ciclone tropical fraco que causou danos consideráveis em partes do sudeste da Ásia continental durante o final de setembro de 2021. A décima quinta tempestade nomeada da temporada de tufões no Pacífico de 2021, Dianmu originou-se de uma área de baixa pressão situada no Mar da China Meridional em 21 de setembro. Sendo monitorado pela primeira vez pelo Joint Typhoon Warning Center, o sistema rapidamente se consolidou em uma depressão tropical em 22 de setembro, enquanto continuava a se aproximar do Vietnã antes de se fortalecer ainda mais para uma tempestade tropical fraca, com a Agência Meteorológica do Japão nomeando-o como "Dianmu". Pouca intensificação ocorreu antes de atingir o país com ventos de 35 kn (65 km/h; 40 mph). Em seguida, enfraqueceu rapidamente por terra e se dissipou em 24 de setembro como um ciclone tropical.
As fortes chuvas resultaram em graves inundações no Vietnã e na Tailândia, além de afetar o Laos durante sua vida útil. Muitos gado e terras agrícolas também foram afetados, juntamente com mais de 300.000 pessoas. 8 pessoas foram mortas e 5 estão desaparecidas devido ao ataque de Dianmu. Uma tempestade de curta duração, depois de cruzar o Sudeste Asiático Continental, seus remanescentes emergiram na Baía de Bengala e afetaram a Bengala Ocidental.

## História meteorológica
Em 21 de setembro às 21:00 UTC, o Centro Conjunto de Alerta de Tufões dos Estados Unidos (JTWC) [nb 1] começou a monitorar uma área de baixa pressão no Mar da China Meridional, 168 nmi (311 km; 193 mi) a noroeste de Porto Princesa, Filipinas. Naquela época, imagens infravermelhas revelaram um centro de circulação de baixo nível sendo definido e organizado com sua convecção em seu semicírculo ocidental. A análise ambiental na área mostrou um caminho favorável para a ciclogênese tropical, com baixo cisalhamento do vento, boa vazão e calor 29–30 °C (84–86 °F) temperaturas da superfície do mar. No entanto, naquela época, a agência apenas estimou a probabilidade de desenvolvimento do sistema como “baixa”, pois os conjuntos de previsão indicaram apenas uma formação lenta da tempestade nas próximas 24 horas até as 09:30 UTC do dia seguinte, quando a elevaram para “médio” e posteriormente o atualizou para uma depressão tropical às 15:00 UTC daquele dia. No entanto, a Agência Meteorológica do Japão [nb 2] fez o mesmo três horas depois.

Um sistema de organização rápida, a depressão foi dirigida para oeste-noroeste pela periferia sul de uma cordilheira subtropical de nível baixo a médio ao norte. Ao se aproximar da costa do Vietnã, a JMA atualizou ainda mais a depressão para uma tempestade tropical, atribuindo-lhe o nome Dianmu de suas listas de nomes às 06:00 UTC de 23 de setembro; o JTWC fez o mesmo três horas depois com base em imagens de microondas e cobertura de radar. Quando Dianmu atingiu as províncias vietnamitas de Thua Thien Hue e Quang Ngai nas primeiras horas de 24 de setembro com ventos de 35 kn (65 km/h; 40 mph), o JTWC emitiu seu boletim final sobre a tempestade, uma vez que enfraqueceu consideravelmente sobre o país às 15:00 UTC, embora permanecesse uma tempestade tropical em sua emissão final. A JMA, entretanto, rebaixou Dianmu de volta a uma depressão tropical doze horas depois, antes de emitir seu aviso final sobre o sistema, uma vez que se dissipou como uma baixa remanescente às 12:00 UTC de 24 de setembro. No entanto, seus remanescentes cruzaram para a Baía de Bengala, onde se intensificou para uma área de baixa pressão antes de se mover para o interior pela segunda vez sobre Bengala Ocidental.

## Impactos
Dianmu e suas inundações resultantes mataram 8 pessoas na Tailândia e no Vietnã, enquanto 5 foram relatados como desaparecidos. 73.938 famílias (369.690 indivíduos) foram afetadas pela tempestade e fortes chuvas causaram inundações nesses países.
Em 23 de setembro, Le Van Thanh, vice-primeiro-ministro do Comitê Gestor Nacional para Prevenção e Controle de Desastres Naturais (NSCNDPC), realizou uma reunião online com os líderes do Comitê Popular de vários distritos para discutir os possíveis impactos da tempestade. Lá, os preparativos discutidos incluíram o envio de informações para os 28 navios restantes nas águas de Quang Binh para Binh Thuan e o teste COVID-19 de tripulações de navios e abrigo de seus barcos. A evacuação de indivíduos em Quảng Nam foi discutida, juntamente com o conselho do Comitê Popular da província para armazenar alimentos e necessidades importantes por 7 a 10 dias. O Comitê Popular de Da Nang também lembrou seu povo a permanecer em suas casas e não se aventurar do lado de fora enquanto a tempestade estiver passando.
Storm DianmuEm um período de seis horas de 23 de setembro, 6.12 in (155.4 mm) de chuva foi registrada no distrito de Bình Sơn em Quảng Ngãi e 5.28 in (134.2 mm) no distrito de Sơn Hà na mesma província. O sistema também provavelmente gerou dois tornados no país, um no distrito de Núi Thành, província de Quảng Nam, em 23 de setembro, no qual causou danos ao telhado e às residências, incluindo uma escola. Um indivíduo ficou ferido. A outra foi em Duy Phước, que danificou outra escola primária. Ventos fortes também derrubaram árvores e casas em algumas comunas costeiras de Nui Thanh, enquanto as autoridades da comuna de Tam Tien evacuaram pessoas localizadas em casas danificadas e outras áreas perigosas. Áreas residenciais próximas ao rio Tra Bong e Quảng Ngãi foram inundadas enquanto 7 casas desabaram como resultado da tempestade na comuna de Binh Dong, distrito de Binh Son. Ly Son Island sofreu danos em 300 hectares de cebolas e alho e 10 casas em uma vila lá. Um cargueiro de 2.000 toneladas colidiu com um barco de pesca na costa da província de Bình Định em 24 de setembro, deixando 2 pescadores desaparecidos dos três que foram resgatados. A embarcação foi severamente danificada após o acidente. Mais 2 crianças se afogaram no distrito de Tuy Phuoc, Binh Dinh, depois que escorregaram em um lago para coletar garrafas flutuando. Outro pescador foi dado como desaparecido.
Em 25 de setembro, mais de 2.845 famílias (14.225 indivíduos) foram afetadas por Dianmu, 2.725 casas e 3.734 ha de plantações e terras foram danificadas, 201 estradas e 5 escolas sofreram destruição significativa e 5.402 animais foram mortos.

### Tailândia
A influência dos remanescentes de Dianmu, que se deslocaram com o vale das monções que persistiu nas regiões Nordeste e Central do país, causou fortes chuvas em suas regiões altas e mais 30 áreas nas referidas zonas. 8.0 in (202 mm) de chuva foi relatado em Tak Fa, província de Nakhon Sawan e Phliu, província de Chanthaburi em 7.2 in (182 mm) em um período de 24 horas de 23 a 24 de setembro. 10 áreas do país também registraram aumento do nível das águas de seus rios. Os níveis de barragens e reservatórios em 11 localidades também foram críticos. Como preparação, as autoridades da capital Bangkok instalaram bombas de água e barreiras para ajudar a conter as inundações. 71.093 famílias (355.465 pessoas) foram afetadas pelas inundações repentinas. O rio Chao Phraya, em Bangkok, também teve um aumento no nível da água devido às chuvas. Militares tailandeses se reuniram para encher sacos de areia para proteger o Wat Chaiwatthanaram no Parque Histórico de Ayutthaya. O primeiro-ministro tailandês Prayut Chan-o-cha visitou as áreas atingidas pelas inundações, especialmente Sukhothai em um dia desconhecido como resultado. Seis pessoas na área foram mortas pelas inundações e mais duas estão desaparecidas.

### Em outro lugar
No Laos, a Organização Nacional de Gestão de Desastres (NDMO) informou que Dianmu afetou várias províncias do país, embora ainda continuem a avaliar os danos da tempestade em 28 de setembro.